# Sakuradamon (métro de Tokyo)
Sakuradamon (桜田門駅, Sakuradamon-eki) est une station du métro de Tokyo sur la ligne Yūrakuchō dans l'arrondissement de Chiyoda à Tokyo. Elle est exploitée par le Tokyo Metro.

## La station
La station se compose d'un quai central encadré par les 2 voies de la ligne Yūrakuchō.
En moyenne, 14 082 voyageurs ont fréquenté quotidiennement la station en 2015.

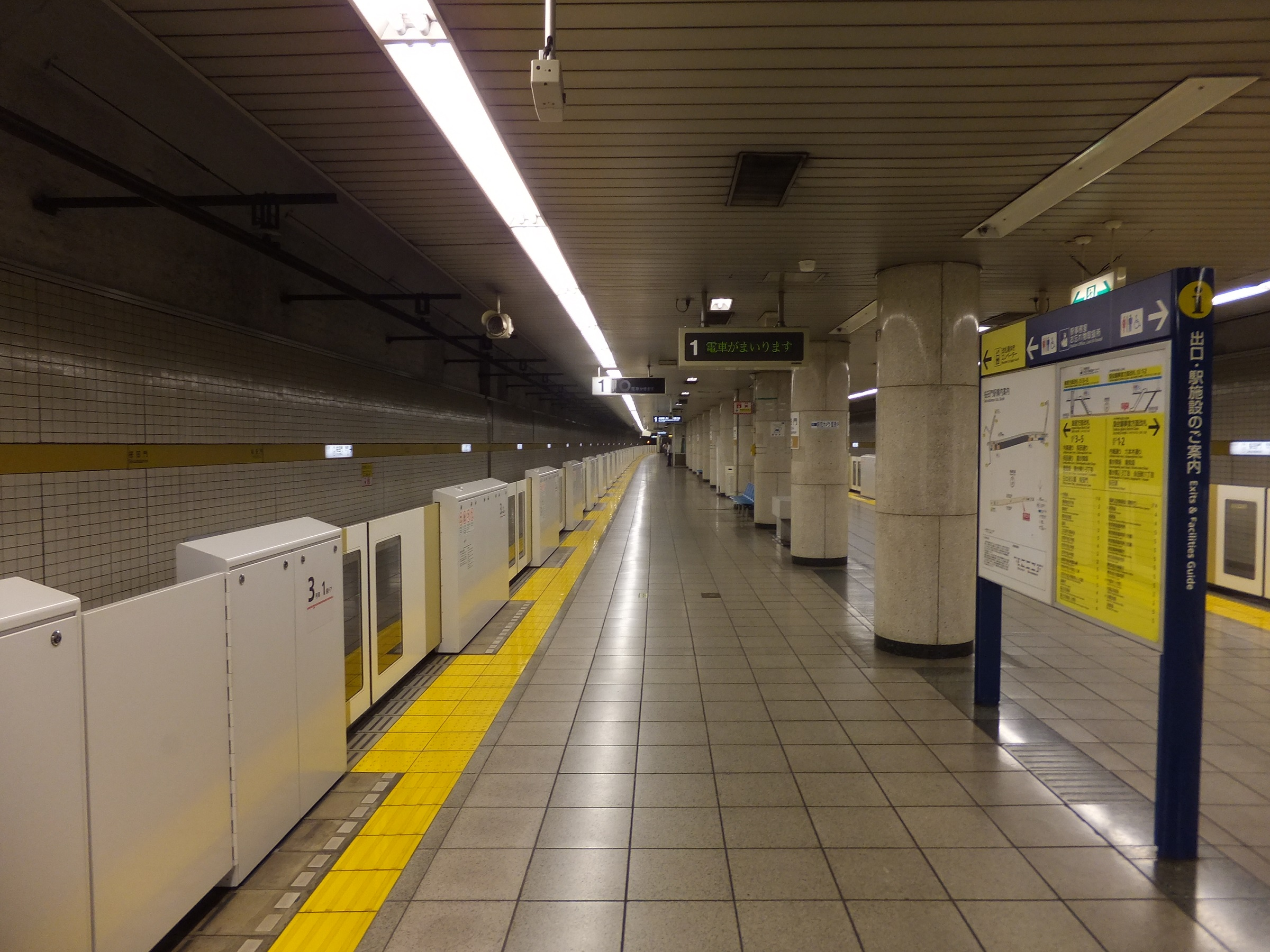
Quai de la ligne Yūrakuchō
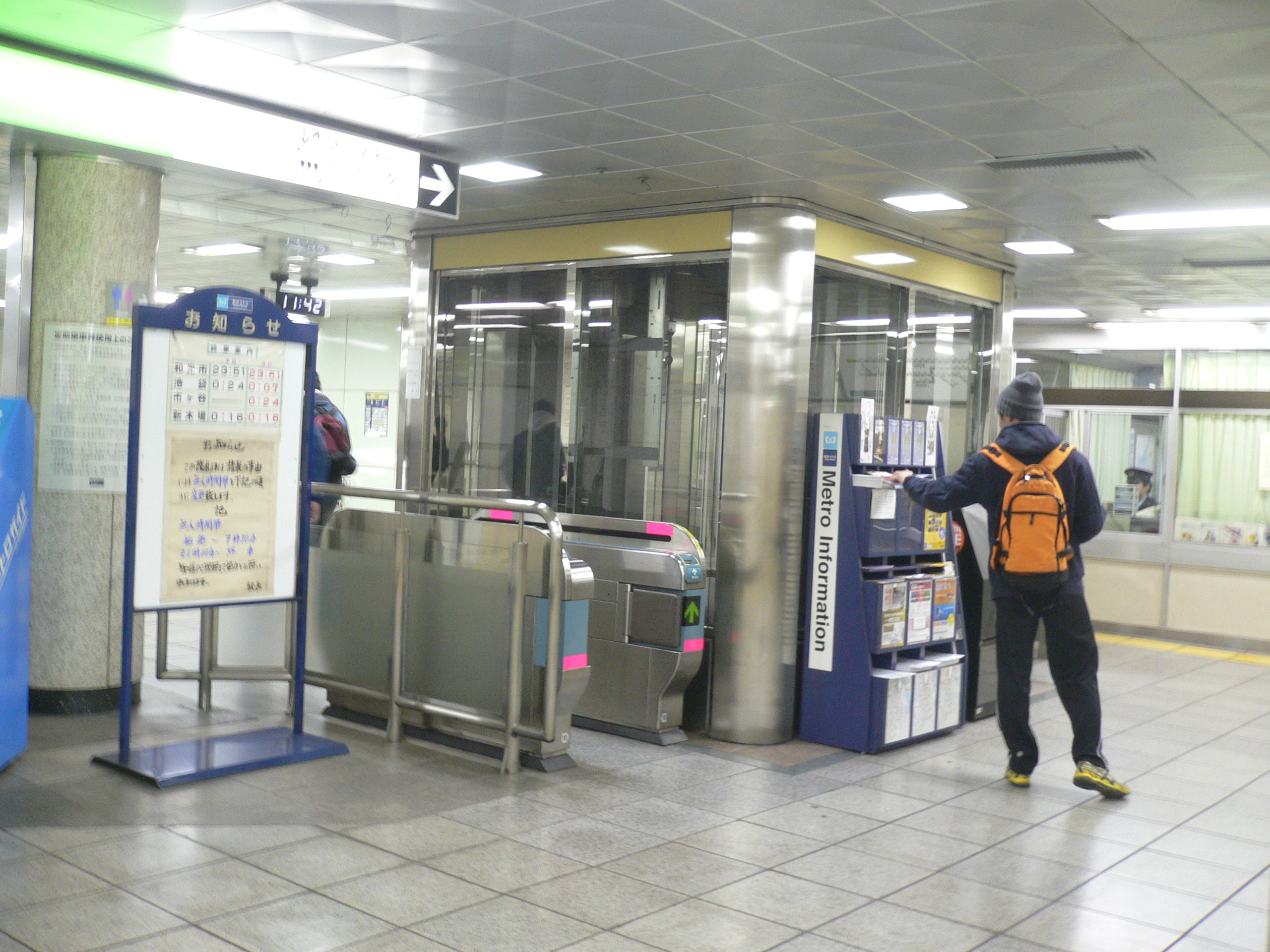
Ligne de contrôle

## Histoire
La station a été inaugurée le 30 octobre 1974.

## A proximité
- Palais impérial de Tokyo
- Bâtiment de la Diète nationale